# Harry Keller (Filmeditor)
Harry Keller (* 22. Februar 1913 in Los Angeles, Kalifornien; † 19. Januar 1987 ebenda) war ein US-amerikanischer Filmeditor, Filmregisseur und -produzent.

## Leben
Harry Kellers Karriere im Filmgeschäft begann als Filmeditor 1939. Er arbeitete mit verschiedenen Regisseuren wie John English und Charles Lamont. Die meisten der Filme waren Western. 1950 gab er sein Debüt als Regisseur und inszenierte den Western The Blonde Bandit. 1958 drehte er zusätzliche Szenen zu Orson Welles’ Im Zeichen des Bösen. Bis in die späten 1960er Jahre hinein drehte er Western und Komödien, ab und an war er auch für das Fernsehen tätig. Im gleichen Jahrzehnt lag auch der Schwerpunkt seiner Arbeit als Filmproduzent.

## Filmografie (Auswahl)
Regisseur
- 1952: Die Rose von Cimarron (Rose of Cimarron)
- 1957: Quantez, die tote Stadt (Quantez)
- 1959: Den Wind im Rücken (Gunfight at Sandoval)
- 1962: Sechs schwarze Pferde (Six Black Horses)
- 1964: Mein Zimmer wird zum Harem (The Brass Bottle)

Filmeditor
- 1946: Schüsse auf der Ranch (My Pal Trigger)
- 1946: The Catman of Paris
- 1947: Der schwarze Reiter (The Angel and the Badman)
- 1947: Ich kann mein Herz nur einmal verschenken (Northwest Outpost)
- 1947: Die Dame und der Cowboy (Saddle Pals)
- 1948: Erbe des Henkers (Moonrise)
- 1949: Gabilan, mein bester Freund (The Red Pony)
- 1949: Der blonde Tiger (Too Late for Tears)
- 1949: The Red Menace
- 1950: Blutrache in Montana (The Showdown)
- 1950: Einsame Herzen (Lonely Heart Bandits)
- 1978: Der Geist von Flug 401 (The Ghost of Flight 401)
- 1980: Zwei wahnsinnig starke Typen (Stir Crazy)
- 1981: Ich glaub’, mich knutscht ein Elch! (Stripes)
- 1983: Hochzeit mit Hindernissen (The Man Who Wasn’t There)

Produzent
- 1964: Schick mir keine Blumen (Send Me No Flowers)
- 1964: Das Mädchen mit der Peitsche (Kitten with a Whip)